# Martina Semenzato
Martina Semenzato (Spinea, 9 luglio 1973) è una politica, dirigente d'azienda e dirigente sportiva italiana, dal 13 ottobre 2022 deputato alla Camera per Coraggio Italia.

## Biografia
Nata da padre operaio e madre fruttivendola, si diploma al liceo classico. Laureata con il massimo dei voti e lode in scienze politiche all'Università di Padova, è presidente della vetreria Salviati di Murano e past-president della sezione vetro della Confindustria di Venezia-Rovigo. In passato è stata dirigente della squadra sportiva di basket Reyer e per dieci anni presidente della Scuola del vetro "Abate Zanetti", prima e unica scuola superiore dell’isola, contribuendo a farla diventare un Istituto Tecnico Tecnologico in grafica e comunicazione con specializzazione nell’offerta formativa del vetro . Le aziende in cui lavora come manager sono parte del gruppo Umana SPA. 

### Attività politica
Interessata alla politica sin da giovane, a diciannove anni si candida al consiglio comunale di Spinea con una lista civica.
Membro del direttivo nazionale di Coraggio Italia, partito fondato da Luigi Brugnaro e con il ruolo di responsabile amministrativo, alle elezioni politiche anticipate del 2022 viene candidata alla Camera dei deputati sia nel collegio uninominale Veneto 1 - 01 (Venezia), sostenuta dalla coalizione di centro-destra, che tra le liste di Noi Moderati nei collegi plurinominali Piemonte 1 - 01, Puglia - 01, Veneto 1 - 01 e Veneto 2 - 03 come capolista, risultando eletta deputata nell'uninominale con il 50,3% dei voti e superando la principale candidata del centro-sinistra, in quota PD-IDP, Maria Teresa Menotto (28,13%). Nella XIX legislatura è componente della 8ª Commissione Ambiente, Territorio e Lavori pubblici, tesoriere del gruppo parlamentare di "Noi Moderati (Noi con l'Italia, Coraggio Italia, UDC e Italia al Centro)-MAIE-Centro Popolare" a Montecitorio e presidente della Commissione parlamentare di inchiesta sul femminicidio, nonché su ogni forma di violenza di genere.

## Opere
- I Love Me, Milano, Sperling & Kupfer, 2021, ISBN 978-88-200-7227-8.